# KMPFSPRT
KMPFSPRT est un groupe allemand de punk rock, originaire de Cologne.

## Histoire
Kmpfsprt est fondée en 2010 sous le nom de Lyon Estates. Comme le nom est déjà pris, on choisit alors Kampfsport, sport de combat. Comme cela sonnait trop martial, le groupe supprime les voyelles, comme il est courant dans l'argot hipster. Ses membres jouaient auparavant avec Fire in the Attic et Days in Grief, les paroles deviennent en allemand. L'EP Das ist doch kein Name für ’ne Band, qui comprend six chansons, sort en 2012 chez Redfield Records.
Suit une longue tournée en 2012. Le groupe joue notamment avec Die Kassierer lors de la Ringrocker Warm Up Party. En 2014, le premier album Jugend mutiert sort chez Uncle M Music. Le groupe part ensuite en tournée avec le groupe punk américain A Wilhelm Scream.
Début 2015, le groupe annonce que le batteur Max Schreiber part pour des raisons professionnelles et familiales. En 2016, le deuxième album du groupe Intervention sort chez People Like You Records et atteint la 76e place des charts allemands. En mai 2017, Daniel Plotzki, qui a déjà joué avec Fire in the Attic, reprend la batterie. En novembre 2019, le groupe annonce que Daniel Plotzki quitte le groupe.
Le groupe revient avec l'album Euphorie und Panik qui sort le 25 mars 2022 chez Uncle M Music et atteint la 40e place en Allemagne la semaine de sa sortie.

## Discographie
Albums
- 2014 : Jugend mutiert (Uncle M Music)
- 2016 : Intervention (People Like You Records)
- 2018 : Gaijin (People Like You Records)
- 2022 : Euphorie und Panik (Uncle M Music)

EPs
- 2012 : Das ist doch kein Name für ’ne Band (MCD/12", Redfield Records)
- 2015 : Boysetsfire/KMPFSPRT Split (10", Uncle M)
- 2020 : KMPFSPRT (7", Uncle M)

## Source de la traduction
- (de) Cet article est partiellement ou en totalité issu de l’article de Wikipédia en allemand intitulé « KMPFSPRT » (voir la liste des auteurs).